# ترانه‌شناسی اندی
اندی (به ارمنی: Անդրանիկ Մադադյան؛ زادهٔ ۲ اردیبهشت ۱۳۳۷)، خوانندهٔ ایرانی است. او نخستین خوانندهٔ ایرانی دریافت‌کننده مدال افتخار جزیره الیس است. در ژانویه ۲۰۲۰، ستاره‌ای با نام او در پیاده‌روی مشاهیر هالیوود در لس آنجلس به آدرس: 6810 Hollywood Boulevard، نصب شد.

## آلبوم‌های استودیویی

### Future's Feature (چهره‌های آینده) (۱۳۵۶–1977)
| نام ترانه           | شعر و آهنگ | تنظیم کننده  |
| ------------------- | ---------- | ------------ |
| She's looking good  | اندی       | اندی و Heros |
| Love chain          | اندی       | اندی و Heros |
| I feel so sad       | اندی       | اندی و Heros |
| One & One           | اندی       | اندی و Heros |
| Isobel              | اندی       | اندی و Heros |
| All of that is true | اندی       | اندی و Heros |
| If there's a way    | اندی       | اندی و Heros |
| Men's problem       | اندی       | اندی و Heros |
| Me and you          | اندی       | اندی و Heros |
| The same love       | اندی       | اندی و Heros |
| What'd I say        | اندی       | اندی و Heros |
| Come on home        | اندی       | اندی و Heros |

### خواستگاری (اندی و کورُس) (۱۳۶۴–1985)
| نام ترانه                  | ترانه‌سرا        | آهنگساز    | تنظیم کننده |
| -------------------------- | --------------- | ---------- | ----------- |
| خواستگاری (اندی)           | ژاکلین          | ژاکلین     | اندی و کورس |
| متصلهای محلی (کورُس و اندی) | محلی            | محلی       | اندی و کورس |
| دوریس (کورُس)               | بیژن سمندر      | کورس       | اندی و کورس |
| رفتم که رفتم (کورُس و اندی) | معینی کرمانشاهی | تجویدی     | اندی و کورس |
| مادر (اندی)                | بیژن سمندر      | اندی       | اندی        |
| O’Daddy (اندی)             | Christine McVie | فلیت وودمک | اندی        |
| Three Of Us (اندی)         | اندی            | اندی       | اندی        |

### پرواز (اندی و کورُس) (۱۳۶۶–1987)
| نام ترانه                         | ترانه‌سرا                  | آهنگساز               | تنظیم کننده |
| --------------------------------- | ------------------------- | --------------------- | ----------- |
| تپلی (اندی)                       | ه. خراسانی                | منوچهر چشم آذر و اندی | اندی و کورس |
| آخه نیستی عاشق (کورُس)             | لیلا کسری (هدیه)          | فرخ آهی               | اندی و کورس |
| بوسه (اندی)                       | همایون هوشیار نژاد        | فرخ آهی و اندی        | اندی و کورس |
| بهش بگو (کورُس و اندی)             | سایرینا                   | حسن شماعی زاده        | اندی و کورس |
| ما همه ایرونی هستیم (اندی و کورُس) | ژاکلین                    | ژاکلین                | اندی و کورس |
| درو وا کن (کورُس)                  | سایرینا                   | سایرینا               | اندی و کورس |
| چی میشد (اندی)                    | ژاکلین                    | ژاکلین و اندی         | اندی و کورس |
| نیلوفر (کورُس واندی)               | نواب صفا                  | عباس شاپوری           | اندی و کورس |
| Restless (اندی)                   | Terry Mace و Ken Northway | فرخ آهی               | فرخ آهی     |

### بلا (اندی و کورُس) (۱۳۶۹–1990)
| نام ترانه                  | ترانه‌سرا                  | آهنگساز        | تنظیم کننده          |
| -------------------------- | ------------------------- | -------------- | -------------------- |
| بلا (اندی)                 | لیلا کسری (هدیه)          | اندی           | اندی، کورس و فرخ آهی |
| تو (کورُس)                  | لیلا کسری (هدیه)          | فرخ آهی        | اندی، کورس و فرخ آهی |
| شیطون بلا (اندی)           | سیوا و همایون هوشیارنژاد  | سیوا و اندی    | اندی، کورس و فرخ آهی |
| آتیش (کورُس)                | لیلا کسری (هدیه)          | فرخ آهی        | اندی، کورس و فرخ آهی |
| نگاه (اندی)                | ژاکلین                    | ژاکلین         | اندی، کورس و فرخ آهی |
| نیلوفر (کورُس و اندی)       | نواب صفا                  | عباس شاپوری    | اندی، کورس و فرخ آهی |
| نمیای (کورُس و اندی)        | لیلا کسری (هدیه)          | فرخ آهی        | اندی، کورس و فرخ آهی |
| لیلا (اندی)                | ژاکلین                    | اندی           | اندی، کورس و فرخ آهی |
| خدای آسمونها (اندی و کورُس) | جهانبخش پازوکی            | طوفان هل عطائی | اندی، کورس و فرخ آهی |
| Don't Go Away (اندی)       | اندی                      | اندی           | اندی، کورس و فرخ آهی |
| Restless (اندی)            | Terry Mace و Ken Northway | فرخ آهی        | اندی، کورس و فرخ آهی |

### Goodbye(اندی و کورُس) (۱۳۷۰–1991)
| نام ترانه               | ترانه‌سرا              | آهنگساز               | تنظیم کننده          |
| ----------------------- | --------------------- | --------------------- | -------------------- |
| آتیش پاره (اندی)        | پاکسیما زکی پور       | اندی، منوچهر چشم آذر  | اندی، منوچهر چشم آذر |
| یاسمن (کورُس)            | هما میر افشار         | کوروس                 | کورس                 |
| آمنه (اندی)             | منوچهر منوچهری (بیدل) | ناصر تبریزی           | اندی                 |
| شهر عاشقا (کورُس)        | پاکسیما زکی پور       | فرخ آهی               | کورس                 |
| بازآمد (کورُس)           | معینی کرمانشاهی       | جواد معروفی           | کورس                 |
| کویر (اندی)             | فریور رجایی           | اندی                  | اندی                 |
| Strange Love (اندی)     | Terry Mace            | فرخ آهی               | اندی                 |
| عشق مسموم (اندی و کورُس) | لیلا کسری (هدیه)      | اندی و حسن شماعی زاده | اندی و کورس          |
| Medley (اندی و کورُس)    |                       |                       | اندی و کورس          |

### بیقرار (۱۳۷۱–1992)
| نام ترانه                  | ترانه‌سرا                            | آهنگساز                | تنظیم کننده   |
| -------------------------- | ----------------------------------- | ---------------------- | ------------- |
| دختر ایرونی                | پاکسیما زکی پور                     | اندی و منوچهر چشم آذر  | اندی          |
| شیطنت                      | علی گزرسز                           | پرویز مقصدی            | اندی          |
| پری شهر قصه                | پاکسیما زکی پور                     | فرخ آهی                | اندی          |
| اگه عشق همینه              | بابک رادمنش                         | بابک رادمنش            | اندی          |
| عشق اول                    | همایون هوشیارنژاد و پاکسیما زکی پور | سیاوش قمیشی            | فرخ آهی       |
| بیقرار                     | پاکسیما زکی پور                     | پاکسیما زکی پور و اندی | اندی          |
| شبگرد                      | پاکسیما زکی پور                     | پاکسیما زکی پور        | اندی          |
| انتظار                     | پاکسیما زکی پور                     | اندی                   | اندی          |
| قصر کاغذی                  | پاکسیما زکی پور                     | شوبرت آواکیان و اندی   | اندی          |
| If's,But's,& Maybes        | فرخ آهی                             | فرخ آهی                | فرخ آهی       |
| (If's,But's,& Maybes(ReMix | فرخ آهی                             | فرخ آهی                | Brian Gardner |

### لیلی (اندی، بیژن مرتضوی و حسن شماعی زاده) (۱۳۷۲–1993)
| نام ترانه                          | ترانه‌سرا              | آهنگساز        | تنظیم کننده    |
| ---------------------------------- | --------------------- | -------------- | -------------- |
| لیلی (اندی)                        | پاکسیما زکی پور       | خالد (خواننده) | اندی           |
| عید شما مبارک (بیژن مرتضوی و اندی) | بیژن سمندر            | ناصر چشم‌آذر    | فرخ آهی        |
| یه روزی تنگ غروب آسمون (اندی)      | آرش و پاکسیما زکی پور | پرویز مقصدی    | اندی           |
| یه دختر دارم (حسن شماعی زاده)      | فولکور قدیمی          | فولکور قدیمی   | حسن شماعی زاده |
| حاجی فیروز (جمعی از خوانندگان)     |                       | ناصر چشم‌آذر    | فرخ آهی        |
| شهر برفی (حسن شماعی زاده)          | شهرام وفایی           | حسن شماعی زاده | حسن شماعی زاده |

### تنهایی (۱۳۷۳–1994)
| نام ترانه             | ترانه‌سرا                      | آهنگساز               | تنظیم کننده               |
| --------------------- | ----------------------------- | --------------------- | ------------------------- |
| ناز ناز               | پاکسیما زکی پور               | شوبرت آواکیان         | شوبرت آواکیان و اندی      |
| خوشگل محلمون          | پاکسیما زکی پور               | منوچهر چشم آذر و اندی | اندی                      |
| سوگلی                 | پاکسیما زکی پور               | منوچهر چشم آذر و اندی | اندی                      |
| یمبوسنم               | مالکیت عمومی                  | محلی بندری            | اندی                      |
| خوشگله                | مالکیت عمومی                  | محلی                  | اندی                      |
| تنهایی                | پاکسیما زکی پور               | اندی                  | اندی                      |
| چشمای ناز             | پاکسیما زکی پور و ف. صنیعی فر | علی صنیعی فر          | علی صنیعی فر و Oh L'amour |
| جادهٔ احساس            | پاکسیما زکی پور               | میلاد و اندی          | اندی                      |
| Woman                 | Fernando Arbex                | Fernando Arbex        | اندی                      |
| مادر                  | بیژن سمندر                    | اندی                  | اندی                      |
| (Medley (Dance Mix    |                               |                       |                           |
| چشمای ناز (Dance Mix) | پاکسیما زکی پور و ف. صنیعی فر | علی صنیعی فر          |                           |
| (Woman (Dance Mix     | Fernando Arbex                | Fernando Arbex        |                           |

### Devoted(سرسپرده) (۱۳۷۴–1996)
| نام ترانه         | ترانه‌سرا        | آهنگساز        | تنظیم کننده      |
| ----------------- | --------------- | -------------- | ---------------- |
| دختر بندر         | پاکسیما زکی پور | اندی           | اندی             |
| یکدونه دختر       | پاکسیما زکی پور | فرخ آهی        | اندی             |
| قصهٔ عشق           | ف. صنیعی فر     | علی صنیعی فر   | علی صنیعی فر     |
| جسور              | پاکسیما زکی پور | فرخ آهی        | اندی             |
| گلی جان           | پاکسیما زکی پور | اندی           | اندی             |
| پیک نوید          | کامران دلان     | کامران دلان    | اندی و محمد مقدم |
| سرسپرده           | پاکسیما زکی پور | اندی           | اندی             |
| من و تو           | پاکسیما زکی پور | میلاد          | اندی             |
| خاک و ریشه        | پاکسیما زکی پور | میلاد          | اندی             |
| امروز که من عاشقم | پاکسیما زکی پور | اندی           | اندی             |
| تولد              | پاکسیما زکی پور | منوچهر چشم آذر | اندی             |
| Alagoz Acher      | Folk            |                | اندی             |
| (Medley(Dance Mix |                 |                |                  |

### قهرمانان وطن (اندی، داریوش و لیلا فروهر) (۱۳۷۷–1998)
| نام ترانه                                          | ترانه‌سرا           | آهنگساز       | تنظیم کننده   |
| -------------------------------------------------- | ------------------ | ------------- | ------------- |
| قهرمانان وطن (اندی و داریوش و لیلا فروهر)          | همایون هوشیار نژاد | شوبرت آواکیان | شوبرت آواکیان |
| قهرمانان وطن - ریمیکس (اندی و داریوش و لیلا فروهر) | همایون هوشیار نژاد | شوبرت آواکیان | شوبرت آواکیان |

### Silk Road(جادهٔ ابریشم) (۱۳۷۷–1998)
| نام ترانه           | ترانه‌سرا        | آهنگساز               | تنظیم کننده      |
| ------------------- | --------------- | --------------------- | ---------------- |
| به کسی نگو          | پاکسیما زکی پور | منوچهر چشم آذر و اندی | اندی             |
| کتاب آفرینش         | پاکسیما زکی پور | اندی                  | اندی             |
| یار سبزه            | پاکسیما زکی پور | اندی                  | اندی             |
| گل ناز              | توحید عظیمی     | توحید عظیمی           | اندی             |
| چی بگم              | بیژن سمندر      | حسن شماعی زاده و اندی | اندی             |
| تو که رفتی          | کامران دلان     | کامران دلان           | اندی             |
| از خود گذشته        | پاکسیما زکی پور | اندی                  | اندی             |
| شب من               | پاکسیما زکی پور | اندی                  | اندی             |
| سپیده               | توحید عظیمی     | توحید عظیمی           | اندی             |
| Orere Seero         | Armen Ovsepyan  | Andy G                | اندی، Andy G     |
| ای ایران            | گل گلاب         | روح‌الله خالقی         | اندی             |
| ملی پوشها           | پاکسیما زکی پور | منوچهر چشم آذر و اندی | اندی             |
| یار سبزه(ریمیکس)    | پاکسیما زکی پور | اندی                  | Richie Rodriguez |
| چی بگم(ریمیکس)      | بیژن سمندر      | حسن شماعی زاده و اندی | Richie Rodriguez |
| Close To Your Heart | شینی            | اندی                  | اندی             |

### Nune(نونه) (۱۳۷۸–1999)
| نام ترانه    | ترانه‌سرا           | آهنگساز          | تنظیم کننده |
| ------------ | ------------------ | ---------------- | ----------- |
| Nune نونه    | Folk ,اندی و Shani | Adiss Harmandyan | اندی        |
| چرا عاشق شدم | سعید دبیری         | فریدون خشنود     | Andy G      |

### ...And My Heart(و قلب من…) (۱۳۷۹–2000)
| نام ترانه                        | ترانه‌سرا                            | آهنگساز                             | تنظیم کننده        |
| -------------------------------- | ----------------------------------- | ----------------------------------- | ------------------ |
| یالا                             | راغب علامه و پاکسیما زکی‌پور         | اندی، راغب علامه و Steve Stevens    | اندی               |
| نیلوفر بهار                      | پاکسیما زکی‌پور                      | اندی                                | اندی               |
| Pendulum                         | بیژن سمندر و شینی                   | حسن شماعی‌زاده و اندی                | اندی               |
| Cerca Del Corazon                | Elmer Cortez                        | اندی                                | اندی               |
| Hotel California                 | Eagles (با اضافاتی از پاکسیما)      | Eagles                              | اندی               |
| تو نباشی                         | پاکسیما زکی‌پور                      | اندی                                | اندی               |
| In My Mind (به‌همراه نجما اختر)   | اندی، نجما اختر و Armand Sabal-Leco | اندی، نجما اختر و Armand Sabal-Leco | اندی               |
| یادم میاد                        | توحید عظیمی                         | توحید عظیمی                         | اندی و توحید عظیمی |
| شب عاشقی                         | پاکسیما زکی‌پور                      | اندی                                | اندی               |
| تب تو                            | پاکسیما زکی‌پور                      | فریبرز حاجی‌نبی                      | اندی               |
| رویا                             | کامران دلان                         | کامران دلان                         | اندی               |
| Alaghoz Acher (ریمیکس)           | محلی                                | محلی                                | اندی               |
| ریحان                            | پاکسیما زکی‌پور                      | محلی                                | اندی               |
| Naz Ouni                         | Gousan Ashod                        | Gousan Ashod                        | اندی               |
| You're The Reason (به‌همراه شینی) | اندی و شینی                         | اندی                                | اندی               |
| Susi                             | Elmer Cortez و شینی                 | Adiss Harmandyan و اندی             | اندی               |

### یاران (اندی، پاکسیما، پیروز و حمید زینو) (۱۳۷۹–2000)
| نام ترانه          | خواننده            | ترانه‌سرا           | آهنگساز          | تنظیم کننده      |
| ------------------ | ------------------ | ------------------ | ---------------- | ---------------- |
| تصویر من           | اندی               | پاکسیما زکی پور    | فریبرز           | فریبرز           |
| همراه              | حمید               | پاکسیما زکی پور    | حمید             | فرزین فرهادی     |
| طوفان              | پیروز              | پاکسیما زکی پور    | فرد میرزا        | فرد میرزا        |
| کاشکی (بدون کلام)  | کاشکی (بدون کلام)  | پاکسیما زکی پور    | فرشید مقصود      | فرشید مقصود      |
| تو چطور میگی       | حمید               | پاکسیما زکی پور    | فرشید مقصود      | فرشید مقصود      |
| قصهٔ بارون          | اندی               | پاکسیما زکی پور    | اندی             | اندی             |
| نمیشه از تو گذشت   | حمید               | پاکسیما زکی پور    | حمید             | حمید             |
| کسی نیست           | پیروز              | پاکسیما زکی پور    | پیروز            | فرد میرزا        |
| سرسپرده            | اندی               | پاکسیما زکی پور    | اندی             | اندی             |
| رویاها (بدون کلام) | رویاها (بدون کلام) | رویاها (بدون کلام) | پرویز رحمان پناه | پرویز رحمان پناه |

### خلوت من (۱۳۸۱–2002)
| نام ترانه        | ترانه‌سرا              | آهنگساز                         | تنظیم کننده                |
| ---------------- | --------------------- | ------------------------------- | -------------------------- |
| چه خوشگل شدی     | پاکسیما زکی‌پور        | منوچهر چشم‌آذر و اندی            | اندی و Andy G              |
| نگاه اول         | پاکسیما زکی‌پور        | فریبرز حاجیان                   | اندی و Andy G              |
| برگرد            | توحید عظیمی           | توحید عظیمی                     | اندی، Andy G و توحید عظیمی |
| از یاد من نرفته  | پاکسیما زکی‌پور        | اندی و محمد مقدم                | اندی و Andy G              |
| برو              | اندی و پاکسیما زکی‌پور | اندی و Zohar                    | اندی و Andy G              |
| شقایق            | امیرفرخ تجلی          | امیرفرخ تجلی                    | اندی                       |
| عشق و ایثار      | پاکسیما زکی‌پور        | اندی                            | اندی و Andy G              |
| بایلا            | Elmer Cortez          | اندی، راغب علامه و Steve Steven | اندی و Andy G              |
| مارال            | Armen Hovsepian       | منوچهر چشم‌آذر و اندی            | اندی و Andy G              |
| ریحان (Club Mix) | پاکسیما زکی‌پور        | محلی                            | Haiko                      |
| ریحان (Club Mix) | پاکسیما زکی‌پور        | محلی                            | التون فرخ آهی              |
| ریحان (Club Mix) | پاکسیما زکی‌پور        | محلی                            | آرا هایراپتیان             |
| ریحان (Club Mix) | پاکسیما زکی‌پور        | محلی                            | Hamlet M                   |

### Orere Seero (روزهای عاشقی)(۱۳۸۲–2003)
| نام ترانه               | باهمراهی          | ترانه‌سرا                       | آهنگساز                      | تنظیم کننده   |
| ----------------------- | ----------------- | ------------------------------ | ---------------------------- | ------------- |
| Naz Ouni I              | Naz Ouni I        | Cousan Ashot                   | Cousan Ashot                 | اندی          |
| Shorted Anoosh I        | Aram Asatryan     | Aram Asatryan Levon Abramyan   | Aram Asatryan Levon Abramyan | اندی          |
| Maral                   | شینی              | Aram Asatryan Levon Abramyan   | Aram Asatryan Levon Abramyan | اندی          |
| Maral                   | Saro              | Aram Asatryan Levon Abramyan   | Aram Asatryan Levon Abramyan | اندی          |
| Maral                   | Shahen Safian     | Aram Asatryan Levon Abramyan   | Aram Asatryan Levon Abramyan | اندی          |
| Maral                   | Edik              | Aram Asatryan Levon Abramyan   | Aram Asatryan Levon Abramyan | اندی          |
| Maral                   | Liana Martirosian | Aram Asatryan Levon Abramyan   | Aram Asatryan Levon Abramyan | اندی          |
| Maral                   | Hasmik Madadian   | Aram Asatryan Levon Abramyan   | Aram Asatryan Levon Abramyan | اندی          |
| Maral                   | Araks Tomasian    | Aram Asatryan Levon Abramyan   | Aram Asatryan Levon Abramyan | اندی          |
| Alagoz Acher            | Alagoz Acher      | Folk                           | Folk                         | اندی          |
| Garoun Garouneh I       | Adiss Harmabdian  | Folk                           | Folk                         | اندی          |
| Garoun Garouneh I       | شینی              | Folk                           | Folk                         | اندی          |
| Naz Ouni II             | Maxim             | Cousan Ashot                   | Cousan Ashot                 | اندی          |
| (Alagoz Acher (House    | Hasmik Madadian   | Folk                           | Folk                         | اندی          |
| Orere Seero             |                   | Andy G و Armen Hovsepian       | Andy G                       | اندی و Andy G |
| Garoun Garouneh II      | شینی              | Folk                           | Folk                         | اندی          |
| Yerevani Siroun Aghchic | شینی              | Folk                           | Folk                         | اندی          |
| Nune                    | Nune              | Folk ,اندی و Shani             | Adiss Harmandyan             | اندی          |
| Shorted Anoosh II       | Shorted Anoosh II | Aram Asatryan و Levon Abramyan |                              | اندی          |

### Platinum(پلاتینیوم) (۱۳۸۳–2004)
| نام ترانه                  | ترانه‌سرا         | آهنگساز              | تنظیم کننده                |
| -------------------------- | ---------------- | -------------------- | -------------------------- |
| آره آره                    | پاکسیما زکی‌پور   | محمد مقدم            | محمد مقدم و اندی           |
| عروسک                      | پاکسیما زکی‌پور   | منوچهر چشم‌آذر و اندی | منوچهر چشم‌آذر و اندی       |
| وداع                       | کامران دلان      | کامران دلان          | نامی                       |
| چی میشه                    | توحید عظیمی      | توحید عظیمی          | توحید عظیمی، اندی و Andy G |
| خوشم میاد                  | پاکسیما زکی‌پور   | توحید عظیمی          | توحید عظیمی                |
| دختر بندری (به همراه کورُس) | پاکسیما زکی‌پور   | کوروش شکوفنده        | اندی و Andy G              |
| صحرایی                     | لیلا کسری (هدیه) | فرخ آهی              | فرخ آهی                    |
| سلام عاشقونه               | لیلا کسری (هدیه) | فرخ آهی              | فرخ آهی                    |
| سبد سبد                    | پاکسیما زکی‌پور   | حمید ندیری           | حمید ندیری و اندی          |
| سرنوشت                     | پاکسیما زکی‌پور   | حمید ندیری           | حمید ندیری                 |
| قصهٔ بارون                  | پاکسیما زکی‌پور   | اندی                 | اندی و Andy G              |
| سلام عاشقونه (ریمیکس)      | لیلا کسری (هدیه) | فرخ آهی              | فرخ آهی و Masaki Saito     |

### City Of Angels(شهر فرشتگان) (۱۳۸۴–2006)
| نام ترانه                      | ترانه‌سرا                           | آهنگساز                          | تنظیم کننده             |
| ------------------------------ | ---------------------------------- | -------------------------------- | ----------------------- |
| خوشگلا باید برقصند             | پاکسیما زکی‌پور                     | منوچهر چشم‌آذر و اندی             | منوچهر چشم‌آذر و اندی    |
| نگو نه نمیشه                   | پاکسیما زکی‌پور                     | محمد مقدم و اندی                 | محمد مقدم و اندی        |
| مهم نبود (به همراه مهسا)       | پاکسیما زکی‌پور                     | حمید ندیری                       | حمید ندیری              |
| گل بندر                        | پاکسیما زکی‌پور                     | محمد مقدم و اندی                 | محمد مقدم و اندی        |
| پیچک                           | هما میرافشار                       | محمد مقدم                        | محمد مقدم               |
| دختر بلا                       | فرشید صبوری                        | فرشید صبوری                      | فرشید صبوری             |
| مرد تنها                       | شهیار قنبری                        | اسفندیار منفردزاده               | اندی                    |
| عشق اول                        | همایون هوشیارنژاد و پاکسیما زکی‌پور | سیاوش قمیشی                      | آلن جی ناظاریان         |
| طنین صلح                       | لیلا کسری (هدیه)                   | فرخ آهی                          | فرخ آهی                 |
| دارم میرم به تهران             | پاکسیما زکی‌پور                     | منوچهر چشم‌آذر و اندی             | منوچهر چشم‌آذر و اندی    |
| یالا (ریمیکس)                  | پاکسیما زکی‌پور، راغب علامه         | اندی، راغب علامه و Steve Stevens | Dj Aligator             |
| چشمای ناز (ریمیکس)             | پاکسیما زکی‌پور و علی صنیعی فر      | علی صنیعی فر                     | Dj Kam                  |
| انتظار (ریمیکس)                | پاکسیما زکی‌پور                     | اندی                             | Nami                    |
| مرد تنها (ریمیکس)              | شهیار قنبری                        | اسفندیار منفردزاده               | Nami                    |
| Ganank Hayastan                | Armen Hovsepian                    | Levon Abrahamyan و اندی          | Levon Abrahamyan و اندی |
| Eam seras (به همراه Armenchik) | Harout Balyan                      | Harout Balyan                    | Armen Kosoyan           |

### Airport(فرودگاه) (۱۳۸۶_2007)
| نام ترانه                      | ترانه‌سرا                   | آهنگساز                    | تنظیم کننده              |
| ------------------------------ | -------------------------- | -------------------------- | ------------------------ |
| فقط یه نگاه                    | پاکسیما زکی‌پور             | اندی                       | اندی                     |
| بعد از تو                      | پاکسیما زکی‌پور             | محمد مقدم                  | محمد مقدم                |
| فرودگاه (به همراه شینی)        | پاکسیما زکی‌پور             | محمد مقدم                  | محمد مقدم                |
| دلتنگ                          | پاکسیما زکی‌پور             | محمد مقدم                  | محمد مقدم                |
| بی تو                          | پاکسیما زکی‌پور             | محمد مقدم                  | محمد مقدم                |
| راز من                         | پاکسیما زکی‌پور             | فرشید صبوری                | فرشید صبوری              |
| سلام (به همراه شب خالد و حکیم) | خالد، حکیم، اندی و پاکسیما | خالد، حکیم، اندی و پاکسیما | Arbi Kalosian            |
| زمونه                          | نیما لاجوردی               | نیما لاجوردی               | فرشید صبوری              |
| بیهوده نبوده                   | کامران دلان                | کامران دلان                | اندی، نامی و کامران دلان |
| چند روزه                       | مریم اسدی                  | محمد مقدم                  | محمد مقدم                |
| عروس گل                        | مسعود فردمنش               | محمد مقدم                  | محمد مقدم                |
| تو نباشی (ریمیکس)              | پاکسیما زکی‌پور             | اندی                       | Arbi Kalosian            |
| بیهوده نبوده (ریمیکس)          | کامران دلان                | کامران دلان                | Arbi Kalosian            |
| لیلا (ریمیکس)                  | ژاکلین                     | اندی                       | Nami                     |
| یاران                          | پاکسیما زکی‌پور             | اندی                       | اندی                     |
| Almast                         | Folk                       | Folk                       | آزات هاکوبیان واندی      |

### Kodak Theatre 2007 (کنسرت کداک تیاتر) (۱۳۸۶)
| نام ترانه                            | ترانه‌سرا                             | آهنگساز                              |
| ------------------------------------ | ------------------------------------ | ------------------------------------ |
| فقط یه نگاه                          | پاکسیما زکی‌پور                       | اندی                                 |
| ریحان                                | پاکسیما زکی‌پور                       | محلی                                 |
| آره آره                              | پاکسیما زکی‌پور                       | محمد مقدم                            |
| Almast                               | Folk                                 | Folk                                 |
| یار سبزه                             | پاکسیما زکی‌پور                       | اندی                                 |
| گل بندر                              | پاکسیما زکی‌پور                       | اندی و محمد مقدم                     |
| چشمای ناز                            | پاکسیما زکی‌پور و علی صنیعی فر        | علی صنیعی فر                         |
| چه خوشگل شدی                         | پاکسیما زکی‌پور                       | منوچهر چشم‌آذر و اندی                 |
| خوشگلا باید برقصند                   | پاکسیما زکی‌پور                       | منوچهر چشم‌آذر و اندی                 |
| یالا                                 | راغب علامه و پاکسیما زکی‌پور          | راغب علامه و اندی و Stive Stiven     |
| مهم نبود                             | پاکسیما زکی‌پور                       | حمید ندیری                           |
| مارال                                | Armen Hovsepian                      | منوچهر چشم‌آذر و اندی                 |
| Alagoz Acher                         | Folk                                 |                                      |
| سلام عاشقونه                         | لیلا کسری (هدیه)                     | فرخ آهی                              |
| تو نباشی                             | پاکسیما زکی‌پور                       | اندی                                 |
| Prison Song                          | Graham Nash                          | Graham Nash                          |
| دلتنگ                                | پاکسیما زکی‌پور                       | محمد مقدم                            |
| بلا                                  | لیلا کسری (هدیه)                     | اندی                                 |
| دختر ایرونی                          | پاکسیما زکی‌پور                       | منوچهر چشم‌آذر و اندی                 |
| فروگاه (به همراه شینی)               | پاکسیما زکی‌پور                       | محمد مقدم                            |
| دختر پسرا (شینی به همراه V-stile)    | پاکسیما زکی‌پور                       | شینی                                 |
| Get Somebody (شینی به همراه V-stile) | شینی و William Theodore Randolph III | شینی و William Theodore Randolph III |
| Tsagheekner (شینی)                   | Adis Harmandian                      | Adis Harmandian                      |
| گل سنگم (شینی)                       | بیژن سمندر                           | انوشیروان روحانی                     |
| زمونه                                | نیما لاجوردی                         | نیما لاجوردی                         |
| عشق اول                              | همایون هوشیارنژاد و پاکسیما زکی‌پور   | سیاوش قمیشی                          |
| وداع                                 | کامران دلان                          | کامران دلان                          |
| مرد تنها                             | شهیار قنبری                          | اسفندیار منفردزاده                   |
| Long Train Runin                     | Charles Thomas Johnston              | Charles Thomas Johnston              |
| Ganank Hayastan                      | Armen Hovsepian                      | Levon Abrahamyan و اندی              |
| بیقرار                               | پاکسیما زکی‌پور                       | پاکسیما زکی‌پور و اندی                |
| ما همه ایرونی هستیم (به همراه کورُس)  | ژاکلین                               | ژاکلین                               |
| نیلوفر (به همراه کورُس)               | نواب صفا                             | مجید وفادار                          |
| خدای آسمون‌ها (به همراه کورُس)         | جهانبخش پازوکی                       | طوفان هل عطایی                       |

### (تک آهنگ‌ها)
| نام ترانه                                           | ترانه‌سرا                                                | آهنگساز                            | تنظیم کننده                                                         | سال انتشار |
| --------------------------------------------------- | ------------------------------------------------------- | ---------------------------------- | ------------------------------------------------------------------- | ---------- |
| طنین صلح (به همراه کورُس، معین، مرتضی، فتانه)        | لیلا کسری (هدیه)                                        | فرخ آهی                            | فرخ آهی                                                             | ۱۳۶۷       |
| Believe In Love                                     |                                                         |                                    |                                                                     | ۱۳۷۷       |
| Mi Alma Te Adora                                    |                                                         |                                    |                                                                     | ۱۳۷۷       |
| Ary Me Gna                                          | اندی و Armen Hovsepyan                                  | اندی و Armen Hovsepyan             |                                                                     | ۱۳۸۷       |
| Ole (به همراه شینی)                                 | شینی                                                    | اندی                               |                                                                     | ۱۳۸۸       |
| Stand By Me (به همراهJon Bon Jovi و Richie Sambora) | Mike Stoller,Jerry Leiber,Ben E. King و پاکسیما زکی پور |                                    |                                                                     | ۱۳۸۸       |
| چشمای ناز (ریمیکس)                                  | پاکسیما زکی پور و ف. صنیعی فر                           | علی صنیعی فر                       | شایان امیری                                                         | ۱۳۸۸       |
| بی تو (ریمیکس)                                      | پاکسیما زکی پور                                         | محمد مقدم                          | شایان امیری                                                         | ۱۳۸۸       |
| برادر همزبان (به همراه احسان و رستم)                | پاکسیما زکی پور و Hassan Chilla                         | Sohibi Nozim                       | Sohibi Nozim                                                        | ۱۳۸۹       |
| مادرم                                               | پاکسیما زکی پور                                         | حمید ندیری                         | حمید ندیری                                                          | ۱۳۸۹       |
| پونه                                                | پاکسیما زکی پور و همایون درخشان                         | همایون درخشان                      | ماه کام                                                             | ۱۳۸۹       |
| کاغذ بی خط (به همراه علی عرفانی)                    | علی عرفانی                                              |                                    |                                                                     | ۱۳۸۹       |
| تحمل                                                | پاکسیما زکی پور                                         | حمید ندیری                         |                                                                     | ۱۳۸۹       |
| سپیده (ریمیکس)                                      | توحید عظیمی                                             | توحید عظیمی                        |                                                                     | ۱۳۸۹       |
| شقایق (ریمیکس)                                      | امیرفرخ تجلی                                            | امیرفرخ تجلی                       |                                                                     | ۱۳۸۹       |
| عشق اول (ریمیکس)                                    | همایون هوشیارنژاد و پاکسیما زکی‌پور                      | سیاوش قمیشی                        | Pouya Mc                                                            | ۱۳۹۰       |
| حنا                                                 | پاکسیما زکی پور                                         | اندی                               | پوریا نیاکان                                                        | ۱۳۹۰       |
| حنا (ریمیکس)                                        | پاکسیما زکی پور                                         | اندی                               | احسان خلقی                                                          | ۱۳۹۰       |
| چه احساس قشنگی                                      | نیما اسفندیاری                                          | فرزاد واثقی                        | فرزاد واثقی                                                         | ۱۳۹۰       |
| DJدی‌جی (به همراه شینی)                              | پاکسیما زکی پور و شینی                                  | Valdes,Rincon,Luna,Loredo و Zavala | پوریا نیاکان                                                        | ۱۳۹۱       |
| چشمای ناز (ریمیکس)                                  | پاکسیما زکی پور و ف. صنیعی فر                           | علی صنیعی فر                       | DJ Bobby K                                                          | ۱۳۹۱       |
| Harsem Tanoom                                       | Armen Hovsepyan                                         | Public Domain                      | اندی، Andy G                                                        | ۱۳۹۱       |
| خداحافظ                                             | پاکسیما زکی پور                                         | پاکسیما زکی پور                    | اندی، Andy G                                                        | ۱۳۹۱       |
| بندر (به همراه آسا سلطان)                           | پاکسیما زکی پور                                         |                                    |                                                                     | ۱۳۹۱       |
| نگو نه نمیشه (ریمیکس)                               | پاکسیما زکی پور                                         | محمد مقدم                          | Sina Salek Remix                                                    | ۱۳۹۲       |
| حسرت                                                | نیما اسفندیاری                                          | فرزاد واثقی                        | فرزاد واثقی                                                         | ۱۳۹۲       |
| حسرت (ریمیکس)                                       | نیما اسفندیاری                                          | فرزاد واثقی                        | وحید شهبازی                                                         | ۱۳۹۲       |
| حسرت (ریمیکس)                                       | نیما اسفندیاری                                          | فرزاد واثقی                        | اندیش                                                               | ۱۳۹۲       |
| تو رو تنها نمیذارم                                  | امین بامشاد                                             | امین بامشاد                        | امین بامشاد و اندی                                                  | ۱۳۹۳       |
| تو رو تنها نمیذارم (ریمیکس)                         | امین بامشاد                                             | امین بامشاد                        | پوریا احمدی                                                         | ۱۳۹۳       |
| تو رو تنها نمیذارم (ریمیکس)                         | امین بامشاد                                             | امین بامشاد                        | سالار مقدم                                                          | ۱۳۹۳       |
| چی می‌شد (ریمیکس)                                    | ژاکلین                                                  | ژاکلین و اندی                      | بهروز لطفی پور                                                      | ۱۳۹۳       |
| خط قرمز                                             | پاکسیما زکی پور                                         | پوریا نیاکان                       | پوریا نیاکان                                                        | ۱۳۹۳       |
| Far and Away (به همراه شینی)                        | اندی و شینی                                             | اندی و شینی                        | اندی و شینی                                                         | ۱۳۹۳       |
| پریا خانم                                           | سعید دلشاد ثانی                                         | اندیش                              | اندیش                                                               | ۱۳۹۳       |
| خونه‌ی خالی                                          | پاکسیما زکی پور                                         | فرزاد واثقی                        | فرزاد واثقی                                                         | ۱۳۹۴       |
| ببخشیدا                                             | مسعود فردمنش                                            | محمد مقدم                          | سینا سالک                                                           | ۱۳۹۴       |
| تهران (بهمراه لاتویا جکسون)                         | پاکسیما زکی پور                                         | منوچهر چشم‌آذر و اندی               | پوریا نیاکان                                                        | ۱۳۹۵       |
| Tanem Tanem (به همراه تیگران آساتریان)              | Levon Abrahamyan                                        | Levon Abrahamyan                   |                                                                     | ۱۳۹۵       |
| بی نظیر                                             | نیما اسفندیاری                                          | رضا رضاپور                         | رضا معادی                                                           | ۱۳۹۵       |
| نوروز                                               | امین بامشاد                                             | امین بامشاد                        | فرزاد واثقی                                                         | ۱۳۹۶       |
| Rise (به همراه شینی)                                | Shani Rigsbee                                           | Jamie Christopherson               | masaki saito & Jamie Christopherson & Shani Rigsbee & Andy Madadian |            |
| بیا (بهمراه رامشا شیفا)                             | رامشا (Ramsha Shifa) و پاکسیما زکی پور                  | رامشا                              | Said Jamal Javadov                                                  | ۱۳۹۶       |
| عروسی                                               | نیما اسفندیاری                                          | فرزاد واثقی                        | فرزاد واثقی                                                         | ۱۳۹۶       |
| دلم گرفته                                           | پاکسیما زکی پور                                         | نیما لاجوردی                       | Masaki Saito & اندی                                                 | ۱۳۹۶       |
| کاشکی                                               | پاکسیما زکی پور                                         | فرزاد واثقی                        | فرزاد واثقی و اندی                                                  | ۱۳۹۶       |
| کاشکی (ورژن AC)                                     | پاکسیما زکی پور                                         | فرزاد واثقی                        | فرزاد واثقی و اندی                                                  | ۱۳۹۷       |
| حس جدید                                             | مهشاد عرب                                               | فرزاد واثقی                        | فرزاد واثقی                                                         | ۱۳۹۷       |
| جان جانان                                           | پاکسیما زکی پور                                         | پاکسیما زکی پور                    | پوریا نیاکان                                                        | ۱۳۹۸       |
| سلاما (به همراه شب خالد)                            | پاکسیما و شب خالد                                       | شب خالد و اندی                     | Jeff Peters & Nate Haessly                                          | ۱۳۹۸       |
| نازنین (به همراه حسین تهی)                          | حسین تهی                                                | حسین تهی                           | عباس بنازاده                                                        | ۱۳۹۸       |
| The Good Fight                                      | Shani Rigsbee                                           | Shani Rigsbee                      | Masaki Saito                                                        | ۱۳۹۸       |
| Oor Eir Astvats                                     | Arthur Meschian                                         | Arthur Meschian                    | Masaki Saito & اندی                                                 | ۱۳۹۹       |
| ایران من (به همراه شهره)                            | پاکسیما زکی پور                                         | فرخ آهی                            | فرخ آهی & فرزاد واثقی                                               | ۱۴۰۰       |
| یه نفری                                             | پوریا متابعان                                           | پوریا متابعان                      |                                                                     | ۱۴۰۰       |
| عشقه                                                |                                                         |                                    | فرزاد واثقی                                                         | ۱۴۰۰       |
| Breathe Free /(ft Shani)                            |                                                         |                                    |                                                                     | ۱۴۰۰       |
| با تو                                               |                                                         |                                    |                                                                     | ۱۴۰۰       |
| Ari Ari /(ft Arman Hovhannisyan)                    |                                                         |                                    |                                                                     | ۱۴۰۱       |
| دوست دارم                                           |                                                         |                                    |                                                                     | ۱۴۰۱       |
| Live is life                                        | Opus Austrian pop rock band                             | Opus Austrian pop rock band        | Andy and DJ Mamsi                                                   | ۱۴۰۱       |
| پاشو با من برقص (به همراه دنیا دادرسان)             | kaysa                                                   | بهداد ظهرانی                       | وحید فرجاد                                                          | ۱۴۰۱       |
| For Them We Stand /(ft Lit Reeezy)                  |                                                         |                                    |                                                                     | ۱۴۰۱       |
| آروم بگیر                                           | پاکسیما                                                 | پاکسیما                            | بهروز علیاری                                                        | ۱۴۰۲       |
| دلمو بهت بستم                                       | رضا پارسا                                               | رضا پارسا                          | فرزاد واثقی                                                         | ۱۴۰۲       |
| یه شب با تو                                         | پاکسیما زکی پور                                         | Hamish Sadler                      | Allrizo                                                             | ۱۴۰۲       |
| Immortal Hero                                       | ___________                                             | Elton Ahi, Ling Li & Han Nay Thar  | Elton Ahi, Ling Li & Han Nay Thar                                   | ۱۴۰۲       |
| ملکه                                                | گلناز گلزاری                                            | محمد مقدم                          | سینا سالک                                                           | ۱۴۰۲       |
| سلام عاشقونه (ریمیکس)                               | لیلا کسری (هدیه)                                        | فرخ آهی                            | دیجی Farenhait                                                      | ۱۴۰۳       |
| نگاه اول (ریمیکس)                                   | پاکسیما زکی‌پور                                          | فریبرز حاجیان                      | آرش عابدی                                                           | ۱۴۰۳       |
| تو رو تنها نمیذارم (ریمیکس)                         | امین بامشاد                                             | امین بامشاد                        | دیجی Farenhait                                                      | ۱۴۰۳       |
| Ari Mots ft Super Sako                              |                                                         |                                    |                                                                     | ۱۴۰۳       |
| Away From Destiny                                   |                                                         |                                    |                                                                     | ۱۴۰۳       |
| اولین قرار                                          | ساره تاجیک                                              | بهداد ظهرانی                       | وحید فرجاد                                                          | ۱۴۰۳       |
| دختر ایرونی (ریمیکس)                                | پاکسیما زکی پور                                         | اندی و منوچهر چشم آذر              | Vessbroz                                                            | ۱۴۰۳       |

## همکاری با دیگران
| نام ترانه | ترانه‌سرا                         | آهنگساز         | تنظیم کننده       | همکاری با    | در آلبوم                   | سال انتشار |
| --- | -------------------------------- | --------------- | ----------------- | ------------ | -------------------------- | ---------- |
| با من از ایران بگو (به همراه جمعی از خوانندگان) | مسعود سپند با بازنویسی علی گزرسز | بیژن قادری      | احمد پژمان        | داریوش       | قبله من خاک ایران است      | ۱۳۶۵       |
| نوبهار (به همراه جمعی از خوانندگان) | هما میرافشار                     | مرتضی برجسته    | اف. ام فیلارمونیک | مرتضی برجسته | تک آهنگ (جزء آرشیو جام جم) | ۱۳۷۱       |
| نفرین (بهمراه مکابیز مهاجر) | پاکسیما زکی پور                  | فرخ آهی         | فرخ آهی           | مکابیز مهاجر | عشق ممنوع                  | ۱۳۷۵       |
| چه خوبه آدم همیشه (بهمراه کوروس) | علی گزرسز                        | داریوش          |                   | کوروس        | شاهزادهٔ عشق                | ۱۳۷۷       |
| لیلای قلب من (بهمراه سورن) | سورن و آرش آهنی                  | سورن و آرش آهنی | سورن و Andy G     | سورن         | مردهای ایرونی              | ۱۳۷۷       |
| سایه (بهمراه شهره) | هما میرافشار                     | محمد مقدم       | محمد مقدم         | شهره         | سایه شما                   | ۱۳۷۷       |
| دیدار در دماوند (به همراه جمعی از خوانندگان) |                                  |                 |                   |              |                            | ۱۳۷۹       |
| روز از نو | همایون هوشیار نژاد               | محمد مقدم       | محمد مقدم         | شهره         | پیشونی                     | ۱۳۸۲       |
| وقتشه (بهمراه حبیب، محمد و مکابیز مهاجر) | پاکسیما زکی پور                  | حبیب            | شوبرت آواکیان     | حبیب و محمد  | جوونی                      | ۱۳۸۳       |
| میاد (بهمراه شهرام شب‌پره) | پاکسیما زکی پور                  | اندی            | شوبرت آواکیان     | شهرام شب‌پره  | آتش                        | ۱۳۸۳       |
| Dance Medly(به همراه کوروس) |                                  |                 |                   | شهرام شب‌پره  | آتش                        | ۱۳۸۳       |
| Viva Iran(به همراه جمعی از خوانندگان) | پاکسیما زکی پور                  | Ramon           | Ramon             |              | تک آهنگ (جزء آرشیو تپش)    | ۱۳۸۵       |
| آشتی (به همراه شهرام شب‌پره و سپیده) | مسعود فردمنش                     | محمد مقدم       | محمد مقدم         |              | تک آهنگ (جزء آرشیو تپش)    | ۱۳۸۷       |
| تا دنیا دنیاست (بهمراه فرشید امین) | پاکسیما زکی پور                  | یاسر محمودی     |                   | فرشید امین   | تک آهنگ فرشید امین         | ۱۳۸۷       |
| خونسرد (بهمراه کامران دلان) | کامران دلان                      | کامران دلان     | پوریا نیاکان      | کامران دلان  | ۲۴ ساعت                    | ۱۳۸۷       |
| پاکی (به همراه جمعی از خوانندگان) | رها اعتمادی                      | بابک امینی      | بابک امینی        |              | تک آهنگ برای سرطانی‌ها      | ۱۳۸۸       |
| We Hear Your Voice (feat. Shani, Ana Victoria, Ehsan Aman, Ishtar, Sung Bong Choi, Liel Kolet, Momo Loudiyi, Sonu Nigam, Igor Nikolaev and Naser Musa) |                                  |                 |                   |              |                            | ۱۳۹۲       |